# Socjalizm państwowy
Socjalizm państwowy – ideologia polityczno-gospodarcza w obrębie ruchu socjalistycznego, która opowiada się za własnością państwową środków produkcji. Może być traktowana jako tymczasowy środek przejściowy lub jako stała cecha socjalizmu w fazie przejścia od kapitalizmu do ustroju socjalistycznego, a następnie do społeczeństwa komunistycznego. Koncepcja socjalizmu państwowego została po raz pierwszy sformułowana przez Ferdinanda Lassalle’a. Zakłada ona istnienie gospodarki planowej kontrolowanej przez państwo, w której wszystkie gałęzie przemysłu oraz zasoby naturalne są własnością państwową.

## Charakterystyka
Socjalizm państwowy był tradycyjnie postulowany jako środek do osiągnięcia publicznej własności środków produkcji poprzez nacjonalizację przemysłu. Miało to stanowić fazę przejściową w budowie gospodarki socjalistycznej. Celem nacjonalizacji było wywłaszczenie wielkich kapitalistów oraz konsolidacja przemysłu w taki sposób, aby zyski trafiały do finansów publicznych, a nie do prywatnych fortun. Nacjonalizacja miała być pierwszym krokiem w długofalowym procesie uspołeczniania produkcji, wprowadzenia zarządzania pracowniczego oraz reorganizacji procesu produkcyjnego w taki sposób, by wytwarzał on dobra bezpośrednio na potrzeby społeczne, a nie dla zysku.
Poza środowiskami anarchistycznymi i innymi nurtami socjalizmu wolnościowego, w przeszłości panowało wśród socjalistów przekonanie, że socjalizm państwowy stanowi najbardziej efektywną formę socjalizmu. Niektórzy wcześni socjaldemokraci z końca XIX i początku XX wieku, tacy jak fabianie, twierdzili, że społeczeństwo brytyjskie już w dużym stopniu realizuje założenia socjalizmu. Argumentowali, że poprzez przedsiębiorstwa państwowe tworzone przez konserwatystów i liberałów, gospodarka Wielkiej Brytanii zyskiwała socjalistyczny charakter, który mógł być kierowany w interesie społeczeństwa za pośrednictwem jego reprezentantów. Pogląd ten był ponownie przywoływany przez niektórych socjalistów w Wielkiej Brytanii po II wojnie światowej.
Popularność socjalizmu państwowego zaczęła słabnąć w latach 70. XX wieku, m.in. na skutek stagflacji wywołanej kryzysem energetycznym, wzrostu wpływów neoliberalizmu, a następnie upadku państw socjalistycznych w Europie Środkowo-Wschodniej podczas rewolucji 1989 roku oraz rozpadu Związku Radzieckiego.
Socjaliści wolnościowi często utożsamiają socjalizm państwowy z kapitalizmem państwowym, twierdząc, że systemy gospodarcze państw marksistowsko-leninowskich – takich jak ZSRR – nie były w rzeczywistości socjalistyczne ze względu na ich autorytarny charakter. Demokracji socjalistyczni i socjaliści wolnościowi podkreślają, że państwa te wykazywały jedynie ograniczone cechy socjalistyczne.
W literaturze naukowej i komentarzach politycznych często dokonuje się rozróżnienia między autorytarnym socjalizmem państwowym a demokratycznym socjalizmem państwowym. Ten pierwszy odnosi się do krajów bloku wschodniego, natomiast drugi – do państw bloku zachodniego, w których partie socjalistyczne sprawowały władzę w ramach demokratycznych struktur, takich jak Wielka Brytania, Francja, Szwecja i inne zachodnie socjaldemokracje.
W ramach samego ruchu socjalistycznego socjalizm państwowy stoi w opozycji do socjalizmu wolnościowego, który odrzuca tezę, że budowa socjalizmu może być realizowana za pomocą istniejących instytucji państwowych i polityki rządowej. Zwolennicy socjalizmu państwowego twierdzą natomiast, że państwo – ze względu na praktyczne potrzeby zarządzania – musi przynajmniej tymczasowo odgrywać rolę w budowie socjalizmu. Możliwe jest również wyobrażenie sobie demokratycznego państwa socjalistycznego, które posiada własność środków produkcji i jednocześnie jest wewnętrznie zorganizowane w sposób partycypacyjny i kooperatywny, łącząc społeczną własność produkcji z demokracją w miejscu pracy.